# Maurizio Zumaglini
Maurizio Zumaglini, nome completo Antonio Maurizio Zumaglini (Benna, 22 settembre 1804 – Verrone, 18 novembre 1865), è stato un botanico e politico italiano. È noto in particolare per la sua monumentale Flora Pedemontana.

## Biografia
Studiò medicina all'Università di Pisa, laureandosi a soli 23 anni. Dopo avere rifiutato una cattedra all'Università di Pisa, esercitò la professione nel Biellese.
Insieme alla moglie, Cristina Aloisia Olimpia Curbis dei conti di San Michele, Zumaglini acquistò il 7 dicembre 1835 il Castello di Verrone dai conti Amedeo e Augusto Vialardi, dove visse poi a lungo.
Attratto dagli studi botanici, tra il 1849 e il 1860 scrisse in latino la monumentale opera Flora Pedemontana, per la quale è considerato tra i maggiori botanici europei.
Zumaglini fu inoltre sindaco e consigliere comunale di Verrone nonché Deputato del Regno di Sardegna, e venne nominato cavaliere dell'Ordine dei Santi Maurizio e Lazzaro.
I giardini pubblici in centro a Biella sono intitolati alla sua memoria.

## Opere
- De tympanitide et qua ratione eidem medendum sit; tipografia di Giuseppe Amosso, 1828
- Historia hydrothoracis qua de aetiologia hydropis generatim spectati;  Tipografia Regia, 1831
- Della malattia attuale dell'uva: sue cause e rimedi: memoria seconda; Pomba, 1853
- Flora pedemontana, sive species plantarum in Pedemonte et Liguriae sponte nascentium; Ardizzone e soci, 1860
- Sul Trifolium Ochroleucum e sua coltura; tipografia di Giuseppe Amosso, 1862
- Della pellagra e sue cause: colla proposta di un nuovo e certo rimedio per radicalmente guarirla; Tipografia Nazionale, 1865